# Partia Parlamentare e Kosovës
Partia Parlamentare e Kosovës (Parlamentní strana Kosova, PPK) je sociálně-liberální politická strana v Republice Kosovo. 
Vede ji bývalý předseda vlády Bajram Kosumi. Strana je jednou z nejstarších v Kosovu, vznikla v roce 1990. Jedná se o poměrně málo významnou stranu, která v posledních volbách v roce 2004 byla součástí koalice Aleanca për Ardhmërinë e Kosovës (Aliance pro budoucnost Kosova)